# Marc Zwiebler
Marc Zwiebler (ur. 13 marca 1984 w Bonn) – niemiecki badmintonista.
W 2008 roku wystartował w Igrzyskach Olimpijskich, przegrywając w 1/8 finału z Południowym Koreańczykiem Lee Hyun-ilem (13:21, 11:21), na igrzyskach w Londynie odpadł w 1/8 finału.

## Najlepsze wyniki
| Poz./Runda | Gra        | Turniej                               | Data |
| ---------- | ---------- | ------------------------------------- | ---- |
| 1          | pojedyncza | Yonex Polish International            | 2008 |
| 1          | pojedyncza | Welsh International                   | 2007 |
| półfinał   | pojedyncza | Bitburger Saarloxlux Open             | 2007 |
| 1          | pojedyncza | Yonex Belgium International           | 2007 |
| półfinał   | pojedyncza | Bitburger Open                        | 2005 |
| półfinał   | pojedyncza | Portugal Open                         | 2005 |
| 2          | pojedyncza | Scottish Open                         | 2004 |
| półfinał   | pojedyncza | Le Volant d’Or de Toulouse            | 2004 |
| półfinał   | pojedyncza | Iceland Express International         | 2004 |
| 2          | pojedyncza | Norwegian International Championships | 2004 |
| półfinał   | pojedyncza | Yonex Dutch Open                      | 2004 |
| 1          | pojedyncza | French Open                           | 2003 |